# Dysphania andamana
Dysphania andamana là một loài bướm đêm trong họ Geometridae.